# Pernambuco Brasil Open Series
Il Pernambuco Brasil Open Series è stato un torneo di tennis che si giocava a Recife in Brasile su campi in cemento. L'evento faceva parte dell'ATP Challenger Tour e si è giocata una sola edizione nel 2011.

## Albo d'oro

### Singolare
| Anno | Campione    | Finalista       | Punteggio |
| ---- | ----------- | --------------- | --------- |
| 2011 | Tatsuma Itō | Tiago Fernandes | walkover  |

### Doppio
| Anno | Campioni                           | Finalisti                   | Punteggio |
| ---- | ---------------------------------- | --------------------------- | --------- |
| 2011 | Giovanni Lapentti Fernando Romboli | André Ghem Rodrigo Guidolin | 6–2, 6–1  |